# Танатос
Танатос (на гръцки: θάνατος, „смърт“) в древногръцката митология е син на богинята Никта и е бог на смъртта. Танатос е представен с черно наметало, меч в ръка и големи черни криле. Той живеел в Тартар и обикновено се намирал близо до трона на Хадес. Има и версия, че богът непрекъснато снове от едно смъртно ложе до друго и отрязва с меча си кичур от косите на умиращите и им взема душата. Танатос действа своеобразно като съдбата, която диктува за всеки мъртъв.
В гръцката митология Танатос означава мъртъв, смърт. Той е олицетворение на ненасилствената смърт. Неговото докосване било нежно като на брат му Хипнос.

## В митовете и поезията
Когато дошло ред Сизиф, най-хитрият измежду хората, да умре и Танатос да го заведе в царството на Хадес, Сизиф излъгал Танатос и го оковал във вериги. Спрели хората да умират. Спрели жертвите и даровете за боговете на подземното царство. Тогава Зевс изпратил Арес – богът на войната, да освободи Танатос от веригите и да доведе виновника в подземното царство. Но преди да последва Арес, Сизиф поръчал на съпругата си да не го погребва и да не принася жертви над трупа му. Така и станало и Сизиф се оплакал за това на Персефона, и помолил Хадес да го пусне обратно на земята, за да накаже светотатницата. Веднъж озовал се на земята обаче, Сизиф не бързал да накаже жена си и живял още дълги години, и умрял от старост. За делата си бил наказан от боговете да търкаля огромен камък в подземното царство по висок хълм и щом достигне до върха на хълма, камъкът да се претълкулва надолу.
Омир също потвърждава Хипнос и Танатос като братя близнаци в неговата епическа поема „Илиада“, където са били събрани от Зевс чрез Аполон за бързо пренасяне на убития герой Сарпедон в родната му Ликия. Тяхна задача е била да изнесат от бойното поле тялото му.
Друг мит разказва как Зевс имал син на име Лусиян, който живеел три поколения, но след като участвал в Троянската война, умира в битката си срещу Сарпедон, където умира заради Патрокъл. Тогава Зевс губи и Аполон, но пречиства неговата кръв в една река и помазва тялото му с амброзия, която го прави безсмъртен. След това бива изпратен от Зевс да събере двамата братя Хипнос и Танатос.

## В изкуството и скулптурата
Танатос е известен с това, че той носи ненасилствена смърт. Той се свързва повече с по-лекото преминаване от един печален край.
Образът му се появява в гръцката вазопис, като един от най-популярните сюжети, в които участва е този, свързан със смъртта на Сарпедон (Танатос и брат му Хипнос отнасят от бойното поле мъртвия Сарпедон). Танатос се среща в скулптурата и живописта от ново време, особено при символистите и неокласицистите. Видни представители на символизма използвали в своите произведения Танатос са Уилям Уотърхаус и Яцек Малчевски. От символистите е използван като символ на смъртта и насилието, а в скулптурата е изобразяван много често с брат си Хипнос или Ерос. Произведения с неговия образ има и в графиката.

## В медицината и психологията
Според Зигмунд Фройд хората имат животински инстинкт, който той нарича „Ерос“, както и нагон към смъртта, която обикновено се нарича (макар и не от Фройд) „Танатос“. Хората, които участват в рискови и саморазрушителни действия, които биха могли да доведат до тяхната собствена смърт. Поведение, чрез което търсят тръпката, агресията и поемането на риск и се разглеждат като действия, които произтичат от този инстинкт – Танатос. Въпреки това, от научна гледна точка, идеята за Танатос продължава да бъде изключително спорна.
Танатофобия е страх от нещата, свързани с или напомня за смъртта и смъртност, като трупове или гробища. Той е известен също като некрофобия, въпреки че този термин обикновено се отнася до единствения страх от мъртви тела, а не страх от смъртта като цяло.
Танатологията – изучава причините и механизмите за затихване на живота и за настъпване на смъртта.
Евтаназията „добра смърт“ на гръцки, е акт или практика да се сложи край на живота на дадено лице, страдащо от неизлечима болест или нелечимо състояние, чрез смъртоносна инжекция или прекратяване на извънредното медицинско лечение. Thanatron, построен от доктор Джак Кеворкян, е устройство, използвано за подпомагане на самоубийството на своите пациенти чрез евтаназия.